# Lehký tank Mk VIII Harry Hopkins
Lehký tank Mk VIII Harry Hopkins vznikl na základě předchůdce Mk VII Tetrarch. První prototyp byl vyroben roku 1941. Tank měl zesílený pancíř, což ovšem znamenalo zhoršení jízdních vlastností oproti
Tetrarchu. Celkem bylo vyrobeno 99 kusů tanků Mk VIII Harry Hopkins.